# Éditions Hubert
 (septembre 2024).
Si vous disposez d'ouvrages ou d'articles de référence ou si vous connaissez des sites web de qualité traitant du thème abordé ici, merci de compléter l'article en donnant les références utiles à sa vérifiabilité et en les liant à la section « Notes et références ».
Les Éditions Hubert sont une maison d'édition créée à Muret (Haute-Garonne) en 1979, par Jean-Pierre et Marie-Claire Hubert.
- cocréatrice avec la Confédération Nationale des Artisans Pâtissiers du Journal du pâtissier, mensuel professionnel
- éditeur du Guide Hubert, guide gastronomique qui couvre désormais 42 départements + Paris + un guide des vins (+ de 1 000 références)
- éditeur de Hubert Magazine, depuis 1994 à Toulouse et 2001 à Bordeaux. Premier magazine trimestriel en couleurs et sur papier glacé à être distribué gratuitement (30 000 exemplaires)
- éditeur du Guide Hubert Contact Pro, premier magazine trimestriel en couleurs et sur papier glacé à être distribué gratuitement auprès de 10 000 professionnels de la restauration et du vin
- éditeur du Guide Hubert de l'aficionado depuis 2004, référence annuelle de la saison tauromachique en France et en Espagne
- éditeur du Guide des Hôtels de prestige et demeures Séjours et loisirs.

Principaux collaborateurs des Éditions Hubert :
- Pierre Casamayor, œnologue réputé, auteur de plusieurs ouvrages
- Nicolas de Rabaudy, journaliste gastronomique
- Christophe Andrieu, journaliste, auteur du Guide Hubert de l'aficionado